# ایزابل پاسکو
ایزابل پاسکو (به انگلیسی: Isabelle Pasco) (زاده ۲۵ آوریل ۱۹۶۶) بازیگر فرانسوی است.
از فیلم‌های معروف او می‌توان فیلم‌های سیرک نامرئی، بی‌تفاوت‌ها، سلین و درود بر مریم اشاره کرد.